# François Chau
François Chau (Phnom Penh, 26 ottobre 1959) è un attore cambogiano naturalizzato statunitense, famoso soprattutto per le sue interpretazioni del dottor Pierre Chang nel serial televisivo Lost e di Shredder nel film Tartarughe Ninja II - Il segreto di Ooze.

## Biografia
Nato a Phnom Penh, capitale della Cambogia, il 26 ottobre 1959, è comparso come guest star in diverse serie televisive, tra cui Stargate SG-1, 24, Tequila e Bonetti, Numb3rs, Alias, E.R. - Medici in prima linea, Baywatch, Shark, Grey's Anatomy, JAG - Avvocati in divisa, Medium e nei videogiochi Wing Commander III: Heart of the Tiger e Wing Commander IV: The Price of Freedom nel ruolo del luogotenente Winston "Vagabond" Chang.

## Filmografia parziale

### Cinema
- Tartarughe Ninja II - Il segreto di Ooze (Teenage Mutant Ninja Turtles II: The Secret of the Ooze), regia di Michael Pressman (1991) - voce
- Drago d'acciaio (Rapid Fire), regia di Dwight H. Little (1992)
- Mai dire ninja (Beverly Hills Ninja), regia di Dennis Dugan (1997)
- L'alba della libertà (Rescue Dawn), regia di Werner Herzog (2006)
- The Lodger - Il pensionante (The Lodger), regia di David Ondaatje (2009)
- Un compleanno da leoni (21 & Over), regia di Jon Lucas e Scott Moore (2013)
- Birds of Prey e la fantasmagorica rinascita di Harley Quinn (Birds of Prey), regia di Cathy Yan (2020)

### Televisione
- Baywatch – serie TV, 2 episodi (1992)
- Melrose Place – serie TV, episodio 6x04 (1997)
- Alias - serie TV, episodio 3x12 (2004)
- North Shore - serie TV, episodio 1x02 (2004)
- Grey's Anatomy – serie TV, episodio 2x05 (2005)
- Lost – serie TV, 18 episodi (2005-2010)
- Medium - serie TV, episodio 4x04 (2008)
- Chuck – serie TV, episodio 4x17 (2011)
- Castle – serie TV, episodio 4x04 (2011)
- NCIS: Los Angeles - serie TV, episodio 3x18 (2012)
- The Mentalist - serie TV, episodio 6x10 (2013)
- Body of Proof - serie TV, episodio 3x09 (2013)
- Hawaii Five-0 – serie TV, episodio 4x17 (2014)
- Criminal Minds – serie TV, episodio 10x04 (2014)
- Rizzoli & Isles - serie TV, episodio 5x11 (2014)
- The Expanse – serie TV, 13 episodi (2015-2018)
- K.C. Agente segreto (K.C. Undercover) - serie TV, 7 episodi (2015-2017)
- The Tick – serie TV (2016)
- Aquarius - serie TV, episodio 2x08 (2016)
- X-Files – serie TV, episodio 11x05 (2018)
- NCIS - Unità anticrimine (NCIS) – serie TV, episodio 16x16 (2019)
- Le regole del delitto perfetto (How to Get Way With Murder) - serie TV, episodio 6x04 (2019)
- Magnum P.I. - serie TV, episodio 2x14 (2020)
- Fantasy Island – serie TV, episodio 1x02 (2021)
- The Good Doctor – serie TV, episodio 5x05 (2021)
- American Gigolo – serie TV, 4 episodi (2022)
- Chicago Med - serie TV, episodio 7x12 (2022)
- Law & Order: Organized Crime - serie TV, episodi 3x16-3x17 (2023)
- Quantum Leap – serie TV, episodio 1x10 (2023)
- Barry – serie TV, episodi 4x02-4x03-4x04 (2023)
- Avatar - La leggenda di Aang (Avatar: The Last Airbender) – serie TV, episodi 1x06-1x08 (2024)
- The Penguin, regia di Craig Zobel, Helen Shaver, Kevin Bray e Jennifer Getzinger – miniserie TV, puntate 3-6-8 (2024)

### Doppiatore
- Raya e l'ultimo drago (Raya and the Last Dragon), regia di Don Hall e Carlos López Estrada (2021)
- Ghost of Tsushima – videogioco (2020)
- Forspoken – videogioco (2023)
- Ultraman: Rising, regia di Shannon Tindle (2024)

## Doppiatori italiani
Nelle versioni in italiano delle opere in cui ha recitato, François Chau è stato doppiato da:
- Pino Ammendola in Lost, The Expanse
- Alessandro Budroni in Medium, Body of Proof
- Antonio Sanna in Fantasy Island, Law & Order: Organized Crime
- Paolo Maria Scalondro in Birds of Prey e la fantasmagorica rinascita di Harley Quinn, The Penguin
- Claudio Beccari in Volo KAL 007 - Alla ricerca della verità
- Diego Reggente in Tartarughe Ninja II - Il segreto di Ooze
- Luigi Ferraro in Alias
- Giovanni Petrucci in North Shore
- Maurizio Reti in Stargate SG-1
- Sergio Luzi in 24
- Roberto Gammino in The Lodger - Il pensionante
- Andrea Lavagnino in NCIS: Los Angeles
- Ennio Coltorti in Un compleanno da leoni
- Gianluca Machelli in The Mentalist
- Sergio Lucchetti in Hawaii Five-0
- Enrico Pallini in Criminal Minds
- Massimiliano Plinio in Rizzoli & Isles
- Alberto Angrisano in K.C. Agente Segreto
- Francesco Meoni in Major Crimes
- Enrico Di Troia in The Tick
- Davide Marzi in Aquarius
- Stefano Alessandroni in X-Files
- Carlo Scipioni in NCIS - Unità anticrimine
- Luca Graziani in Magnum P.I.
- Alberto Bognanni in The Good Doctor
- Oliviero Dinelli ne Le regole del delitto perfetto
- Antonio Angrisano in American Gigolo
- Riccardo Ricobello in Barry
- Gaetano Lizzio in Avatar: la leggenda di Aang

Da doppiatore è sostituito da:
- Massimo Bitossi in Raya e l'ultimo drago
- Antonio Palumbo in Ghost of Tsushima